# Brdovec
Brdovec é uma vila e município da Croácia localizado no condado de Zagreb